# Jadvyga
Jadvyga ist ein litauischer weiblicher Vorname, abgeleitet von Hedwig. 

## Namensträger
- Jadvyga Dunauskaitė (* 1954), litauische Ingenieurin und Politikerin
- Jadvyga Zinkevičiūtė (* 1949), litauische Politikerin